# Dracula (Marvel Comics)
Il Conte Dracula (Vlad Tepes Dracula), più noto semplicemente come Dracula o Drake, è un personaggio immaginario, una delle versioni a fumetti della celebre creatura creata da Bram Stoker. È stato pubblicato dalla Marvel Comics. L'aspetto fisico del personaggio si rifà, per quanto riguarda l'abbigliamento, a quello dell'attore Christopher Lee, mentre i tratti facciali sono ispirati a quelli dell'attore Jack Palance.

## Biografia del personaggio
Dracula nacque nel 1430. Nel 1444 accompagnò il padre e il fratello Radu in Turchia per delle trattative di pace. Il gruppo fu vittima di un'imboscata, e i figli furono fatti prigionieri dal sultano Murad II (spinto dal suo consigliere, il demone Dormammu). Dopo cinque anni di tortura Radu morì, e Vlad il Vecchio e Mircea furono uccisi dai consiglieri di Vlad, guidati da John Hunyadi, per aver appoggiato la Turchia. A 18 anni, Vlad riuscì a fuggire e a tornare a casa, assumendo il titolo di voivode (principe) di Valacchia, ma dopo un anno si dette alla fuga, per paura degli assassini del padre. Di ritorno nel 1451, Vlad si affidò alla misericordia di Hunyadi, che l'addestrò in guerra. Accettò un matrimonio imposto e una donna che in realtà disprezzava, Zofia.
Dopo un anno, portati a termine i suoi obblighi, Vlad cacciò Zofia e la loro bimba, Lilith. Di nuovo principe di Valacchia, Vlad sposò finalmente una donna che adorava, Maria, dalla quale ebbe un figlio, Vlad Tepulus; ordinò poi l'impalamento di tutti coloro che erano coinvolti nella morte di suo padre, uccise il cavaliere teutonico Frank von Frankenstein, ed ordinò un assalto di massa contro la Turchia. A causa di visioni ingannevoli da Varnae nel 1459, Dracula fu sconfitto in battaglia, ma il signore della guerra Turac lo risparmiò, sperando di poterlo usare per prendere il controllo della Transilvania. Dracula fu portato dalla zingara Lianda, che in realtà era una vampira, e che lo trasformò in vampiro. Dracula ritornò alla vita ma Maria fu uccisa da Turac, che morì poi a sua volta per mano di Dracula. Questi divenne poi il Signore dei Vampiri bevendo il sangue di Varnae, il quale poi si autodistrusse.
Dracula inizialmente sterminò molti zingari, biasimandoli per la sua trasformazione. In seguito, dopo avere ripreso possesso del suo castello, cercò di far trafugare il Darkhold dal Vaticano, ma il libro fu sottratto dal mago Cagliostro, che da allora divenne suo acerrimo rivale.
Nel 1471 Dracula abdicò ma rimase nel suo castello per oltre un secolo, insieme alle Sue numerose spose. Infine fu costretto a uccidere Vlad Tepulus, che era stato allevato dagli zingari nell'odio del padre.
Nel XVI secolo, dopo varie avventure, Dracula lasciò il suo castello vicino a Snagov, e si trasferì a Burgo Pass, dove rimase per quattro secoli. Nel 1606 Dracula incontrò la Contessa Sanguinaria, Elizabeth Bathory, la quale, fortificata dall'abitudine di fare il bagno nel sangue di vergine, riuscì a resistergli e quasi ad intrappolarlo, ma Dracula rivelò al mondo i crimini della donna e la uccise. Dopo anni di permanenza in Spagna, Dracula fu cacciato dall'Angelo Dorato.
Ritornò poi al suo Castello fino al 1762, che fu costretto ad abbandonare nuovamente a causa della doppia minaccia dei turchi e della Russia di Caterina la Grande, trasferendosi in Francia, dove ritrovò il suo rivale Cagliostro. Nel 1775 Dracula divenne consigliere del re Luigi XVI e vampirizzò la moglie di Cagliostro, ma nel 1789 scampò a stento alla distruzione per mano dell'agente di Cagliostro, Montplier, durante l'assedio della Bastiglia. Dopo avere lasciato la Francia, Dracula vampirizzò l'austriaco Henry Sayge e cercò di dominare il barone della Transilvania Grigori Russoff, vampirizzandone la moglie, Louisa, ma fu trafitto da un paletto e distrutto da Russoff.
Ritornato in vita, Dracula riprese possesso del suo castello e lo fortificò. Ciò nonostante nel 1809 non riuscì a fermare Lupescu, che, per vendicarsi della vampirizzazione della moglie, uccise le Spose di Dracula, disponendone i corpi in una croce gigantesca. Sempre nello stesso secolo, Dracula vampirizzò la moglie del Conte Vryslaw, la moglie di Abraham van Helsing, Lyza Strang e Anabelle Saint John, con la quale tornò poi in Transilvania, solo per essere cacciato nuovamente dall'Angelo Dorato.
In seguito fu distrutto da un Maresciallo americano con un proiettile di argento e, nonostante sia stato in seguito richiamato in vita, minute particelle di argento indebolirono temporaneamente Dracula facendolo invecchiare rapidamente in mancanza di sangue. Nel 1890, Dracula si scontrò con Jonathan Harker, Abraham van Helsing, John Seward ed altri, scampando alla morte trasformandosi in nebbia. Fu in seguito trafitto con un paletto da van Helsing, ma ritornò alla vita grazie l'aiuto inconsapevole del mostro di Frankenstein nel 1898.
Gli inizi del XX secolo furono caratterizzati da numerose avventure. Durante la seconda guerra mondiale, Dracula si oppose ai Nazisti, che avevano eliminato i suoi servitori gitani; distrusse l'Hauptmann Rudolph Kris dopo che questi aveva usurpato il suo Castello, ed almeno una volta lavorò con Nick Fury ed i suoi Howling Commandos. Con l'avanzare del secolo, le imprese di Dracula furono registrate più frequentemente (tra queste possiamo ricordare lo scontro col giovane Blade).
Infine il cacciatore di vampiri noto come lo Scozzese riuscì a infilzarlo con un paletto e a gettarlo nel Fossato della Morte, che cingeva proprio il Castello di Dracula. Alcuni anni più tardi, il discendente di Dracula, Frank Drake, ereditò il Castello, e il suo sciocco amico Clifton Graves rimosse il paletto dello Scozzese riportando in vita il vampiro. Drake si unì quindi ad una banda di cacciatori di vampiri, che ripetutamente si scontrarono con Dracula, mentre questi si spostava tra i vari continenti, incontrando tra gli altri il lupo mannaro Jack Russell, l'Elderspawn Y'Garon ed Elianne Turac (la figlia del signore turco), e stabilendo un nuovo Castello a Dunwick.
Essendo riuscito in qualche modo a penetrare nel Vaticano, nonostante la grande agonia, Dracula uccise Giuseppe Montesi, ma non prima che quest'ultimo spedisse una copia della formula a Quincy Harker. Il Dottor Sun, un cervello senza corpo, che aveva bisogno di sangue umano per sopravvivere, prosciugò il potere di Dracula e lo distrusse. Pur di riuscire a fermare il Dottor Sun, i cacciatori di vampiri richiamarono in vita Dracula utilizzando le lacrime della vergine Aurora di Rabinowitz. Il vampiro aiutò temporaneamente Blade a distruggere il Dr. Sun ed in seguito si infiltrò nella Chiesa Satanista di Anton Lupeski, fingendo di essere Lucifero. Lupeski, che aveva intuito l'inganno celebrò il matrimonio di Dracula con Domini e la cerimonia mistica attraverso la quale Dracula e la moglie generarono Janus. Lupeski tentò poi di uccidere Dracula, ma accidentalmente invece uccise Janus e morì, a sua volta, per opera del vampiro. Domini resuscitò Janus, che divenne l'Angelo Dorato e lottò contro Dracula più volte.
Come punizione per aver abusato del suo nome, Mefisto spogliò il vampiro dei suoi poteri, per poi restituirglieli, divertito dalla disperazione di Dracula. Successivamente questi fu nuovamente distrutto da Quincy Harker, che morì innescando un'esplosione che rase al suolo il castello di Dracula. Ritornato nuovamente in vita, il vampiro si scontrò con molti altri personaggi, tra cui Howard il papero, l'usurpatore Gordski, Tempesta degli X-Men.
Infine, insieme agli altri vampiri sulla Terra, fu distrutto da Thor grazie alla Formula Montesi utilizzata dal Dottor Strange. Richiamato alla vita prima dal demone Asmodeus e poi dal Prof. Gregor Smirnoff, Dracula affrontò ancora una volta Frank Drake, Blade, Katinka, e l'Ispettore Judiah Golem. Ferito dai suoi nemici, Dracula alla fine fu sconfitto dagli spiriti dei morti ed esplose. Una successiva esplosione apparentemente unì Frank Drake ed il vampiro Hannibal King in un nuovo mostruoso Dracula, che si scagliò contro Blade. Tuttavia lo spirito del vero Dracula riuscì a possedere il mostro e a separare Drake da King in modo che tutti tornassero se stessi.
Dracula si creò poi una compagna artificiale, Raynee, ma l'Uomo Ragno ed il Dottor Strange riuscirono ad allontanarla. Incontrò anche i mutanti di Generation X, e fu costretto a lavorare con Elsa Bloodstone, contro il cui padre aveva lottato di passato, per sconfiggere i vampiri di Nosferatu, che cercavano di infettare gli altri vampiri di "sangue puro" con un virus simile all'Ebola, per tramutarli in donatori immortali di sangue. Ritornato al suo castello in Transilvania, Dracula riuscì a portare a termine il rituale dell'Ascensione assumendo dimensioni e poteri enormi.
Egli reclamò in sposa la cacciatrice di vampiri Divinity Drake, ma costei si rivelò essere Aamshed, la strega sumera che aveva creato in origine il rituale. Utilizzando una pietra soprannaturale Aamshed attirò le anime di coloro che erano stati uccisi da vampiri nel corso degli ultimi due millenni e le scatenò contro Dracula, che, per la loro purezza, prese fuoco. Infine Blade lo infilzò con un paletto e, mentre veniva consumato dalle anime, l'energia rimanente di Dracula si sparse per il castello e la campagna circostante, consumando anche gli altri vampiri. Dracula poi si ricompose per l'ennesima volta, batté senza problemi un nuovo Doctor Sun, sconfisse senza problemi Doctor Strange con una potente magia. Viene di nuovo ucciso da Blade e Moon Knigth ma risorge grazie all'energia cosmica di Thanos. I due insieme combattono il Tribunale Vivente riuscendo a rubargli un po' d'energia in modo da diventare più potenti. Alla fine, grazie al cuore dell'universo Howard il papero uccide definitivamente Dracula e ammanetta ad un asteroide Thanos.

## Poteri e abilità
Dracula ha guadagnato i poteri di un vampiro grazie al morso della Vampira Lianda, ed ha guadagnato potenza aggiuntiva dopo aver bevuto il sangue di Varnae. Egli possiede poteri molto più grandi rispetto alla maggior parte dei vampiri: è sovrumanamente forte (può combattere senza problemi esseri forti come Colosso o l'Uomo Ragno e si è dimostrato addirittura capace di tenere testa a esseri potenti, come Thor e Silver Surfer), e possiede anche una velocità sovrumana (al punto da superare il senso di ragno dell'Uomo Ragno), un'immensa resistenza e formidabili riflessi. È immune all'invecchiamento, alle malattie e a molte forme di lesioni. Non può essere ucciso o ferito permanentemente con mezzi convenzionali.
Egli non è influenzato dalla maggior parte degli attacchi e, a causa del suo fattore di guarigione, può rapidamente rigenerare il tessuto danneggiato. Dracula è in grado di manipolare la mente delle persone, e può controllare mentalmente animali come roditori, pipistrelli e lupi. Con alcune eccezioni, egli può controllare anche altri vampiri. Ha la capacità di controllare mentalmente le persone che ha morso, e può ipnotizzare temporaneamente chiunque con il suo sguardo.
Egli è in grado di trasformarsi in un pipistrello - normale o di dimensioni umane - o un lupo, potendo mantenere la sua intelligenza, oppure in bruma o nebbia - parzialmente o totalmente - e ha la capacità di influenzare gli agenti atmosferici, potendo ad esempio evocare tempeste e temporali. Come alcuni vampiri in altre opere di narrativa, Dracula non riflette la sua immagine sugli specchi. I suoi poteri, nel corso degli anni, sono stati notevolmente amplificati, e i suoi punti deboli sono gradualmente diminuiti. Tra le altre cose è diventato immune agli incantesimi dei Darkholders.
Dracula ha una dipendenza dalla ingestione di sangue fresco per mantenersi in vita, e non sopporta luce solare diretta. Cade in uno stato comatoso durante le ore diurne e deve passare molto tempo a contatto con la sua terra natale. È vulnerabile all'aglio e all'argento (che può causargli dolori e danni molto seri).
Dracula è abilissimo nel combattimento corpo a corpo e nella scherma. Ha secoli di esperienza alle spalle, ed è specializzato nelle arti belliche del XV secolo e nella strategia militarista. Ha un grandissimo intelletto, e ha studiato sotto numerosi tutori durante la sua giovinezza in Transilvania.

## Altri media

### Cinema
Il Conte Dracula, con il nome di Drake, è l'antagonista principale del film Blade: Trinity (2004), interpretato da Dominic Purcell. Il personaggio si presenta molto diverso rispetto alla sua controparte a fumetti. Nel film Dracula è stato il primo vampiro in assoluto (in questo particolare, il personaggio appare una fusione tra il Dracula marveliano e Varnae, il primo vampiro dell'Universo Marvel). Secondo Blade, Drake esiste da tempo immemore sotto numerosi nomi e false identità (Dracula è solo uno dei nomi che ha usato, mentre presso gli antichi babilonesi era adorato con il nome di Dagon). Drake è nato praticamente "perfetto", è immune alla luce del sole, è molto più forte e resistente di qualsiasi altro vampiro (al pari di Blade) ed è in grado di mutare forma trasformandosi in un mostruoso demone dalla pelle rosso scuro screziata di nero, occhi gialli, corna, artigli e spuntoni affilati sparsi per tutto il corpo, ed in questa forma è ancora più potente. Non si conoscono le sue origini, però si sa che è rimasto in letargo in Iraq per un tempo lunghissimo, fino a che non è stato risvegliato da un clan di vampiri desiderosi, studiandone la fisiologia, di liberarsi una volta per tutte delle debolezze della loro stirpe, ma anche di eliminare il loro acerrimo nemico Blade. Alla fine del film Drake, dopo un duro scontro con Blade, riesce a metterlo fuori combattimento e quasi ad ucciderlo trasformandosi, ma verrà ucciso, assieme a tutti gli altri vampiri, grazie ad un'arma batteriologica creata dai Nightstalkers. Prima di morire, Drake si congratulerà con Blade per il suo valore di guerriero.

### Televisione
- Dracula appare nella serie animata Spider-Woman, nell'episodio La vendetta di Dracula.
- Nel 1980 fu trasmesso in Giappone un film animato per la televisione dal titolo Yami no teiō: Kyūketsuki Dracula (Dracula) diretto da Minoru Okazaki e Akinori Nagaoka.
- È apparso anche in L'Uomo Ragno e i suoi fantastici amici, nell'episodio La sposa di Dracula, dove è doppiato da Stan Jones.
- Appare nella serie Ultimate Spider-Man, dove combatte contro Spider-Man, aiutato dalla sua nemesi, Blade.
- È anche uno dei principali antagonisti di Avengers Assemble. In questa serie ha la voce di Corey Burton (in originale) e di Domenico Strati (in italiano).